# عوامل محفزة لنقص الأكسجين
العوامل المحفزة لنقص الأكسجين (بالإنجليزية: Hypoxia-inducible factors)‏ هي عوامل نسخ تستجيب لنقص الأوكسيجن المتوفر في بيئة الخلايا.

## البناء
معظم، ان لم تكن كل الكائنات التي تستخدم الأوكسيجن تقوم بعملية ترجمة عامل النسخ المحفوظ بشكل جيد إلى بروتين يتكون من جزئين مختلفين ألفا وبيتا، والذي تتم ترجمته لاحقا إلى (aryl hydrocarbon receptor nuclear translocator)، عامل النسخ المحفز بنقص الأوكسجين الأول ينتمي إلى عائلة (PER-ARNT-SIM (PAS) وهي جزء من عائلة أكبر وهي (basic helix-loop-helix (bHLH))من العوامل الناسخة. وحدات ألفا وبيتا متشابهة بالبناء، وكلاهما تتكون من اجزاء وهي:
1- النهاية النيتروجينية، وهو الجزء المختص بالارتباط بالحمض النووي
2- الجزء المركزي: (Per-ARNT-Sim (PAS) تسهل عملية تكوين روابط بين جزيئات مختلفة.
3- النهاية الكربونية: مسؤولة عن البروتينات المنظمة.

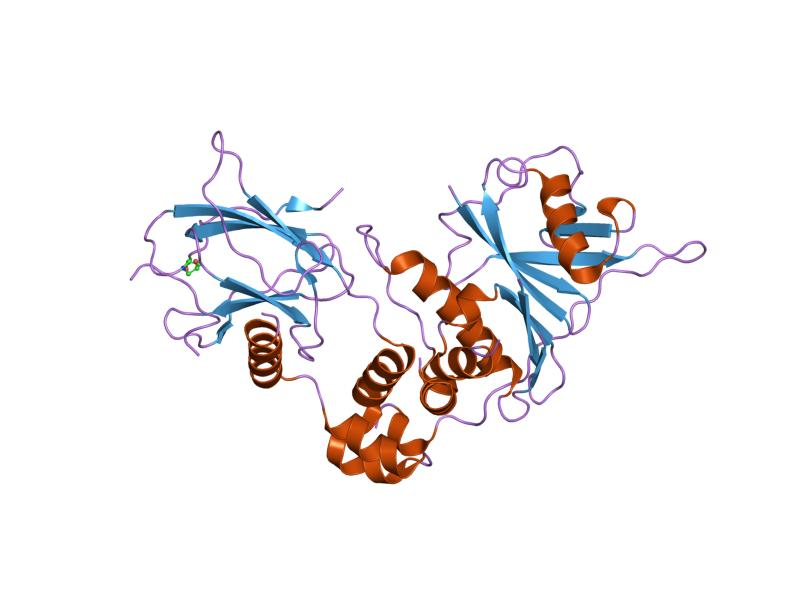
النهاية الكربونية للجزء ألفا من العامل المحفز الأول بنقص الأوكسجين

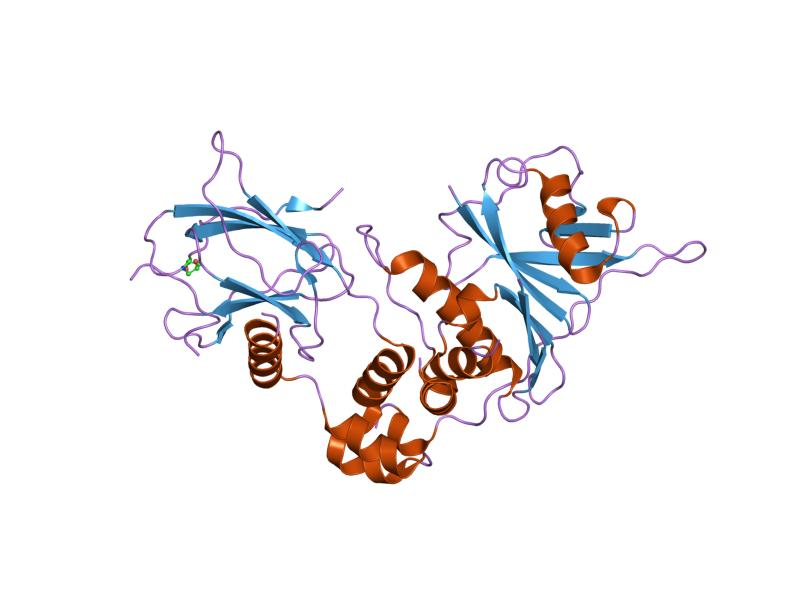
العامل المحفز الأول بنقص الأوكسجين

## الاعضاء
ما يأتي أعضاء من عائلة العوامل المحفزة بنقص في الإنسان:
| العضو                                    | الجين | البروتين                                         |
| العامل الأول المحفز بنقص الاوكسجين الفا  | HIF1A | العامل الأول المحفز بنقص الاوكسجين الفرع الفا    |
| العامل الأول المحفز بنقص الاوكسجين بيتا  | ARNT  | aryl hydrocarbon receptor nuclear translocator   |
| العامل الثاني المحفز بنقص الاوكسجين الفا | EPAS1 | endothelial PAS domain protein 1                 |
| ---------------------------------------- | ----- | ------------------------------------------------ |
| العامل الثاني المحفز بنقص الاوكسجين بيتا | ARNT2 | aryl-hydrocarbon receptor nuclear translocator 2 |
| العامل الثالث المحفز بنقص الاوكجين الفا  | HIF3A | العامل الثالث المحفز بنقص الاوكسجين الفرع الفا   |
| العامل الثالث المحفز بنقص الاوكسجين بيتا | ARNTL | aryl-hydrocarbon receptor nuclear translocator 3 |

## الوظيفة
سلسلة اشارات العوامل المحفزة بنقص الاوكسجين تبدأ تأثيرات نقص الأوكسيجن على الخلية، غالبا ما تحافظ حالة نقص الاوكسيجن على الخلايا من التمايز الخلوي.ومع ذلك، نقص الأوكسيجين يعزز تشكيل وتولدالأوعية الدموية وهذا ضروري من أجل تكوين نظام دوران الدم في الأجنة والأورام، وأيضا يساهم نقص الاوكسيجن ويعزز من هجرة الخلايا الكيراتينية والخلايا الطلائية في الجروح.
بشكل عام،  عوامل تحفيز نقص الأوكسيجين مهمة في النمو، ففي الثدييات حدوث حذف في الجينات المسؤوالة عن العامل المحفز بنقص الاوكسجين الأول تؤدي إلى وفاة الجنين في الفترة المحيطة بالولادة، وقد تبين أنه ضروري من أجل بناء الخلايا الغضروفية مما يسمح لها بالتكيف مع ظروف نقص الأوكسيجن داخل صفائح نمو العظام. كما وتلعب العوامل المخفزة بنقص الاوكسجين دورا محوريا في تنظيم عمليات الأيض البشرية.

## مبدأ العمل
يقوم انزيم يسمى HIF prolyl-hydroxylases باضافة مجموعة هيدروكسيد على الحمض الأميني برولين الموجود بالوحدة ألفا من بروتين العوامل المحفزة بنقص الأوكسيجين، مما يسمح بالتعرف عليها بواسطة VHL و E3 ubiquitin ligase)، حيث يقوم بتمييزها من أجل تكسيرها وتدميرها بسرعة من قبل الانزيم الذي يكسر البروتين وهذا يحدث فقط في حال كان تركيز الاوكسيجن طبيعي.في ظروف نقص الاوكسيجن يتم تثبيط عمل HIF prolyl-hydroxylase ، لأنه يستخدم الاوكسيجن كمساعد في عمله.
تثبيط نقل الإلكترون في مركب نازع هيدروجين السكسينات بسبب الطفرات الحاصلالة في الجينات SDHB أو SDHD يسبب تراكم السكسينات والذي يؤدي إلى تثبيط الانزيم HIF prolyl-hydroxylase وبالتالي حدوث الاسقرار في العامل الأول المحفز بنقص الاوكسجين النوع ألفا وهذا ما يسمى بنقص الأوكسيجن الكاذب.
حدوث نقص في الأوكسيجن يؤدي إلى حدوث استقرار في العامل الأول المحفز بنقص الاوكسجين مما يؤدي إلى زيادة عمليات النسخ والترجمة لعدة جينات مختلفة من أجل الحفاظ على حياة الخلية وهذا يتضمن الانزيمات المسؤولة عن عملية التحلل الجلايكولي والتي تسمح بإنتاج أدينوسين ثلاثي الفوسفات دون الحاجة لوجود الاوكسيجن، كما يتضمن عامل نمو بطانة الأوعية الدموية والتي تحفز تكوين الاوعية الدموية. يعمل العامل الأول المحفز بنقص الاوكسجين عن طريق الارتباط بالعناصر المستجيبة له في المحفزات والتي تحتوي على التسلسل الجيني NCGTG حيث ان N عبارة عن A أو G.
و قد تبين ان muscle A-kinase-anchoring protein ينظم E3 ubiquitin ligases مما يؤثر على استقرار وتحديد موقع العامل الأول المحفز بنقص الاوكسجين داخل موقع عمله في النواة. استنزاف muscle A-kinase-anchoring protein أو حدوث تعطيل في استهدافها إلى المنطقة المحيطة بالنواة في الخلايا العضلية القلبية يؤدي إلى حدوث تغير في استقرار العامل الأول المحفز بنقص الاوكسجين وبالتالي فإن «تقسيم» مكونات الاإشارات الحساسة للأوكسجين من الممكن أن يؤثر على الاستجابة لنقص الأوكسجين.
تتناقض المعرفة المتقدمة للاليات التنظيمية الجزيئية لنشاط العامل الأول المحفز بنقص الاوكسجين تحت ظروف نقص الاوكسجين بشكل حاد مع ندرة المعلومات حول الجوانب الميكانيكية والوظيفية التي تحكم تنظيم العامل الأول المحفز بنقص الاوكسجين بواسطة عامل نووي معزز لسلسلة كابا الخفيفة في الخلايا البائية النشطة تحت ظروف الاوكسجين الطبيعية.و مع ذلك، فإن تثبيت العامل الأول المحفز بنقص الاوكسجين النوع ألفا موجود أيضا في حالات عدم نقص الاوكسجين من خلال الية غير معروفة إلى الآن.و كشفت دراسات حول حمض نووي ريبوزي متداخل صغير أن لكل عامل نووي معزز لسلسلة كابا الخفيفة في الخلايا البائية النشطة تأثير تفاضلي على مستويات RNA الناقل لللعامل الأول المحفز بنقص الاوكسجين النوع ألفا، مشيرا إلى أن العامل النووي المعزز لسلسلة كابا الخفيفة في الخلايا البائية النشطة من الممكن أن ينظم التعبير القاعدي للعامل الأول المحفز بنقص الاوكسجين ألفا.و اخيرا، فقد تبين انه عندما يتم تحفيز العامل النووي المعزز لسلسلة كابا الخفيفة في الخلايا البائية النشطة الذاتي بواسطة علاج عامل نخر الورم الفا، تتغير مستويات العامل الأول المحفز بنقص الاوكسجين الفا بطريقة تعتمد على العامل النووي المعزز لسلسلة كابا الخفيفة في الخلايا البائية النشطة. يمتلك العاملان المحفزان بنقص الاوكسجين الأول والثاني وظائف فيسيولوجية مختلفة.العامل الثاني المحفز بنقص الاوكسجين مسؤول عن تنظيم تكوين الاريثروبويتن في البالغين.

## الإصلاح أو التجديد
في الظروف العادية بعد الجروح يقوم الانزيم الذي يضيف مجموعة هيدروكسيد على البرولين بتحليل العامل الأول المحفز بنقص الاوكسجين ألفا. في حزيران عام 2015، وجد العلماء ان استمرار تنظيم العامل الأول المحفز بنقص الاوكسجين الفا بواسطة مثبطات الانزيم الذي يضيف مجموعة هيدروكسيد على البرولين يجدد الانسجة المفقودة أو التالفة في الثدييات التي لديها استجابة للإصلاح.و ينتج عن استمرار إنتاج العامل الأول المحفز بنقص الاوكسجين الفا في الشفاء مع استجابة تندب في الثدييات مع استجابة تجددية سابقة لفقدان الأنسجة. يمكن أن ينقلب فعل تنظيم العامل الأول المحفز بنقص الاوكسجين، أو تشغيل العملية الرئيسية لتجديد الثدييات.

## فقر الدم
حديثا تم تطوير العديد من الأدوية التي تعمل كمثبط مختص للعوامل المحفزة بنقص الأوكسيجن. المركبات الأكثر وضوحا هي (Roxadustat (FG-4592); Vadadustat(AKB-6548), Daprodustat (GSK1278863), Desidustat (ZYAN- and Molidustat (Bay 85-3934)، وجميعها تؤخذ عبر الفم لمعالجة فقر الدم.
المركبات المهمة الأخرى من هذه العائلة تستخدم في البحث ولكنها لم تطور بعد للاستخدام البشري ومنها (MK-8617, YC-1, IOX-2, 2-methoxyestradiol, GN-44028, AKB-4924, Bay 87-2243, FG-2216 and FG-4497) وهي تعمل عن طريق تثبيط (prolyl-hydroxylase enzyme) استقرار (HIF-2α) في الكلية يزداد ما ينتج عن زيادة في إنتاج (erythropoietin) من الجسم، كلا مركبات ال (FibroGen) قامت بعمل ذلك خلال المرحلة الثانية في التجارب السريرية، لكنها علقت مؤقتا في أيار 2007 بعد موت مشترك في التجربة يأخذ (FG-2216) بسبب التهاب سريع في الكبد(فشل الكبد). ومع ذلك، ليس واضحا بعد إذا كان سبب الموت هو استخدام (FG-2216) أو هنالك اسباب أخرى. الاستمرار في الاختبارات أكثر على (FG-4592) تركت في أوائل ال 2008، وذلك بعد قيام منظمة الغذاء والدواء بمراجعة واقرار استجابة شاملة من ال (FibroGen).
(Roxadustat, vadadustat, daprodustat and molidustat)جميعها تطورت الآن للمرحلة الثالثة من التجارب السريرية في علاج فقر الدم الناتج عن نقص ال (erythropoietin).

## السرطان والالتهاب
وفي حالات أخرى وبعكس العلاجات المذكورة سابقا، فإن دراسات وأبحاث جديدة تقترح أن حث العامل المحفز بنقص الأوكسجين على العمل والترجمة في حالة وجود نسب طبيعية من الأوكسجين في الدم يؤدي إلى مضاعفات شديدة في حالة المرض مع وجود مكون يعمل على احداث التهابات مزمنة. وقد تم ايضاح أن هذه الالتهابات المزمنة تكون أبدية وتعمل على تشويه البيئة الداخلية المحيطة ما يؤدي إلى وجود عوامل نسخ نشطة ومختلفة عن الوضع الطبيعي.
وبالتالي فإن التغيرات الحاصلة في عوامل النمو (chemokine, cytokine, and ROS) ويحدث التوازن في الوسط الخلوي والذي بدوره يزود محور النمو والحياة الذي يتطلبه تطور السرطان وانتشاره كورم خبيث.
و لهذه النتائج مضاعفات كثيرة للعديد من الحالات المرضية التي تكون غير منظمة ال (NF-κB and HIF-1)، ومن هذه الحالات: التهاب المفاصل(الروماتيزم) والسرطان.
وقد اعتقد أن فهم العوامل المشتركة بين مفاتيح النسخ هذه (NF-κB and HIF) سيساعد بشكل كبير في عملية تطوير الدواء.
نشاط العامل المحفز بنقص الأوكسجين يعتبر أححد متطلبات عملية تكوين الأوعية الدموية اللازمة لنمو الورم السرطاني، وبالتالي فإن مثبطات هذا العامل مثل ( phenethyl isothiocyanate and Acriflavine) لا تزال تحت التطوير والدراسة من عام 2006 من أجل آثارها المضادة للسرطان.

## دراسة الأعصاب
اقترح بحث أجري على الفئران أن استقرار العوامل المحفزة بنقص الاوكسيجن تستخدم (HIF prolyl-hydroxylase inhibitor) والذي يقوم بتحفيز الذاكرة، وذلك عن طريق زيادة إنتاج ال (erythropoietin). محفزات مسار العوامل المحفزة بنقص الاوكسيجن مثل (ML-228) من الممكن أن يكون لها تأثيرات حامية للأعصاب، وهي مثيرة للاهتمام من أجل إنتاج علاجات تخص السكتة الدماغية واصابات الحبل الشوكي.

## روابط خارجية
- Hypoxia-Inducible+Factor+1 في المكتبة الوطنية الأمريكية للطب نظام فهرسة المواضيع الطبية (MeSH).